# Saint-Laurent-des-Hommes
Saint-Laurent-des-Hommes – miejscowość i gmina we Francji, w regionie Nowa Akwitania, w departamencie Dordogne.
Według danych na rok 1990 gminę zamieszkiwało 938 osób, a gęstość zaludnienia wynosiła 29 osób/km² (wśród 2290 gmin Akwitanii Saint-Laurent-des-Hommes plasuje się na 453. miejscu pod względem liczby ludności, natomiast pod względem powierzchni na miejscu 251.).